# Okres Lenzburg
Okres Lenzburg je jedním z 11 okresů v kantonu Aargau ve Švýcarsku. V prosinci 2016 zde žilo 60 418 obyvatel. Hlavním místem okresu je malé město Lenzburg.

## Poloha, popis
Okres se rozkládá uprostřed kantonu v údolí potoka Aabach, který se na severním okraji okresu vlévá do řeky Aary. Nadmořská výška je zhruba od 350 m až po téměř 710 m v nejvýše položených místech. Území okresu je úzké a protáhlé ve směru od severu k jihu.
V severní části prochází okresem dálnice A1, na níž se napojuje několik dalších silnic. Okresem prochází také několik železničních tratí. Rozloha území okresu je 102,71 km².
Okres Lenzburg sousedí s těmito okresy: na severu Brugg, na severovýchodě Baden, na východě Bremgarten, na jihozápadě Kulm a na západě Aarau. Na jihu sousedí s okresem Amt Hochdorf v kantonu Luzern.

## Obce v okresu
Okres Lenzburg tvoří celkem 20 obcí, jimiž jsou:
| P.č. | Jméno obce   | Obyvatel (k 31. prosinci 2016) | Rozloha |  |  |  | P.č. | Jméno obce       | Obyvatel (k 31. prosinci 2016) | Rozloha |
| ---- | ------------ | ------------------------------ | ------- |  |  |  | ---- | ---------------- | ------------------------------ | ------- |
| 1    | Ammerswil    | 682                            | 3,19    |  |  |  | 12   | Meisterschwanden | 2 886                          | 6,86    |
| 2    | Boniswil     | 1 404                          | 2,78    |  |  |  | 13   | Möriken-Wildegg  | 4 400                          | 6,62    |
| 3    | Brunegg      | 737                            | 1,56    |  |  |  | 14   | Niederlenz       | 4 682                          | 3,26    |
| 4    | Dintikon     | 2 201                          | 3,73    |  |  |  | 15   | Othmarsingen     | 2 720                          | 4,71    |
| 5    | Egliswil     | 1 351                          | 6,29    |  |  |  | 16   | Rupperswil       | 5 398                          | 6,22    |
| 6    | Fahrwangen   | 2 057                          | 5,00    |  |  |  | 17   | Schafisheim      | 3 019                          | 6,33    |
| 7    | Hallwil      | 869                            | 2,18    |  |  |  | 18   | Seengen          | 3 871                          | 10,35   |
| 8    | Hendschiken  | 1 209                          | 3,52    |  |  |  | 19   | Seon             | 5 129                          | 9,61    |
| 9    | Holderbank   | 1 176                          | 2,32    |  |  |  | 20   | Staufen          | 3 162                          | 3,58    |
| 10   | Hunzenschwil | 3 960                          | 3,27    |  |  |  |      |                  |                                |         |
| 11   | Lenzburg     | 9 505                          | 11,33   |  |  |  |      | Okres celkem     | 60 418                         | 102,71  |